# Quai d'Orléans
Le quai d'Orléans est une voie située le long de la Seine sur le côté sud de l'île Saint-Louis dans le quartier Notre-Dame du 4e arrondissement de Paris.

## Situation et accès
Situé au sud de l'île Saint-Louis, le quai d'Orléans relie les ponts de la Tournelle et Saint-Louis ; il est prolongé en amont par le quai de Béthune, et en aval par le quai de Bourbon. Donnant d'un côté sur la Seine, ce quai est bordé sur son autre côté par d'anciens hôtels particuliers datant du XVIIe siècle et figurant pour la plupart sur la liste des monuments historiques. Aujourd'hui, le quai d'Orléans est un lieu de résidence privilégié où se retrouvent notamment des personnalités du cinéma ou de la télévision.
Le quai d'Orléans est desservi à proximité par la ligne 7 du métro à la station Pont Marie.

## Origine du nom

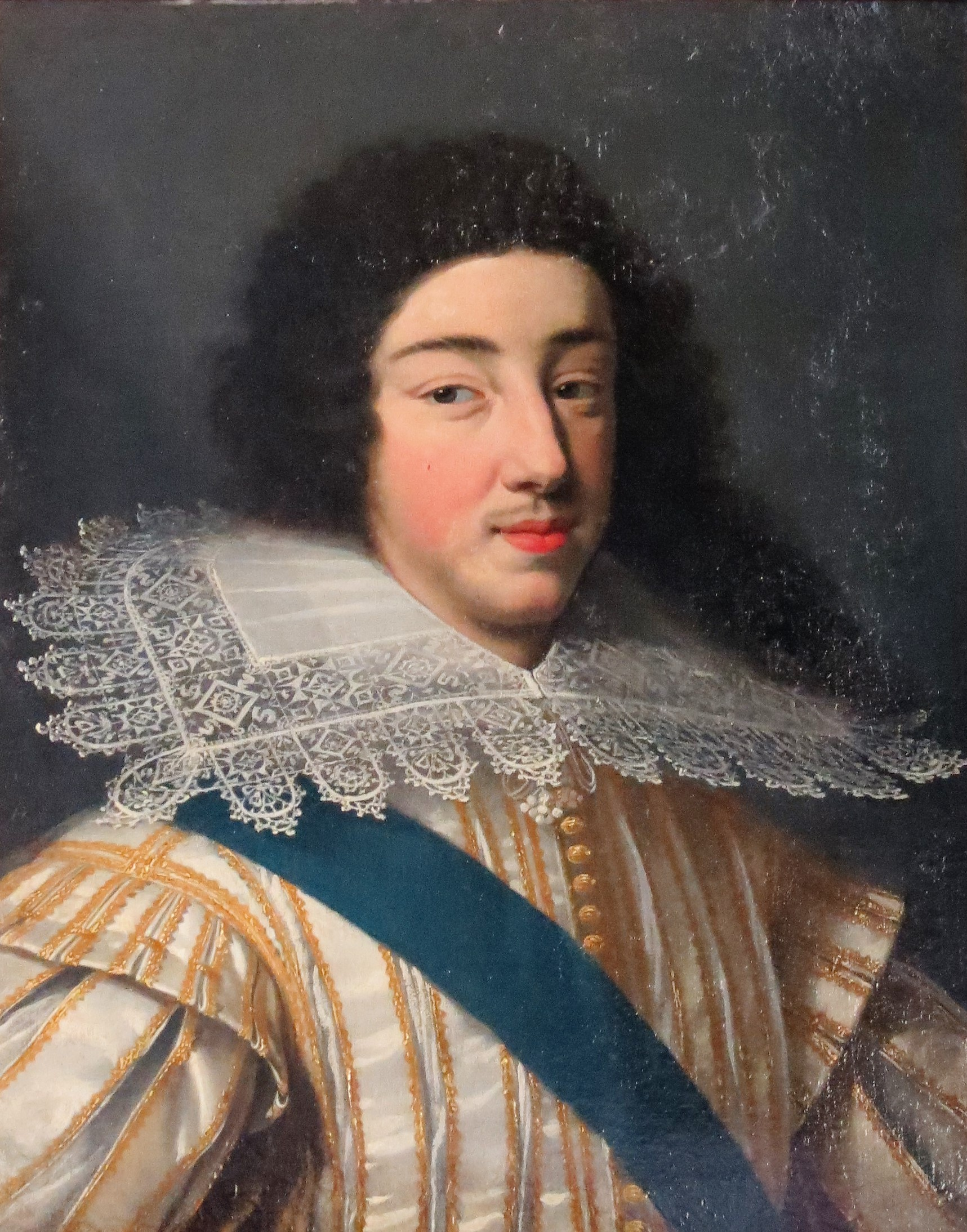
Gaston d’Orléans.

Le quai doit son nom à Gaston d'Orléans, frère de Louis XIII.

## Historique

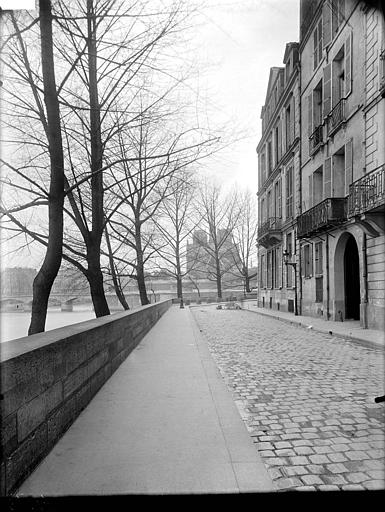
Le quai d'Orléans vers 1900 (photographie d'Eugène Atget).

Le quai a été créé de 1614 à 1646. Durant la Révolution française, de 1792 à 1806, il a été dénommé « quai de l'Égalité » avant de reprendre son nom.

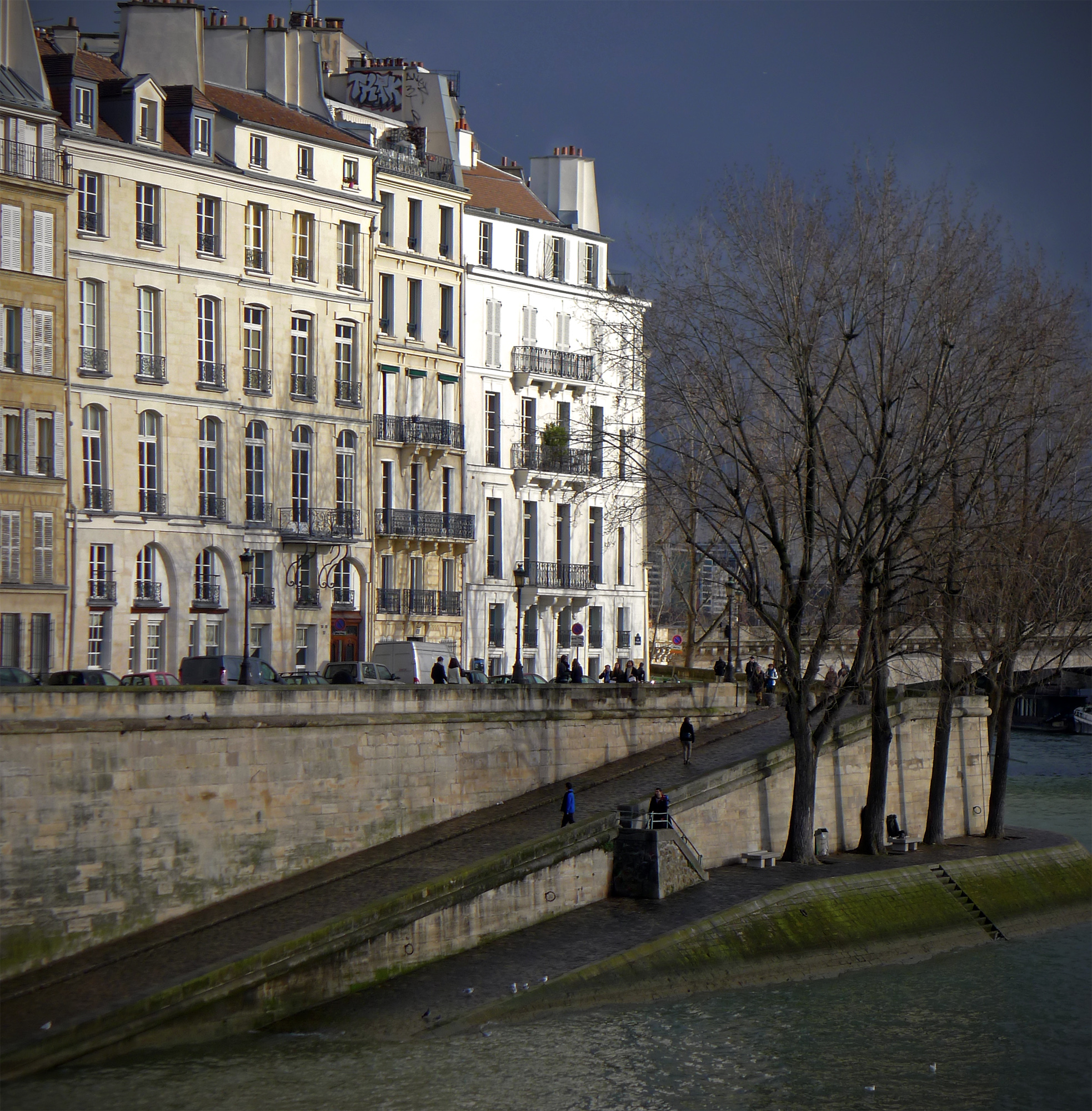
Le quai d'Orléans vu du pont Saint-Louis, avec l'ancien abreuvoir aux chevaux.
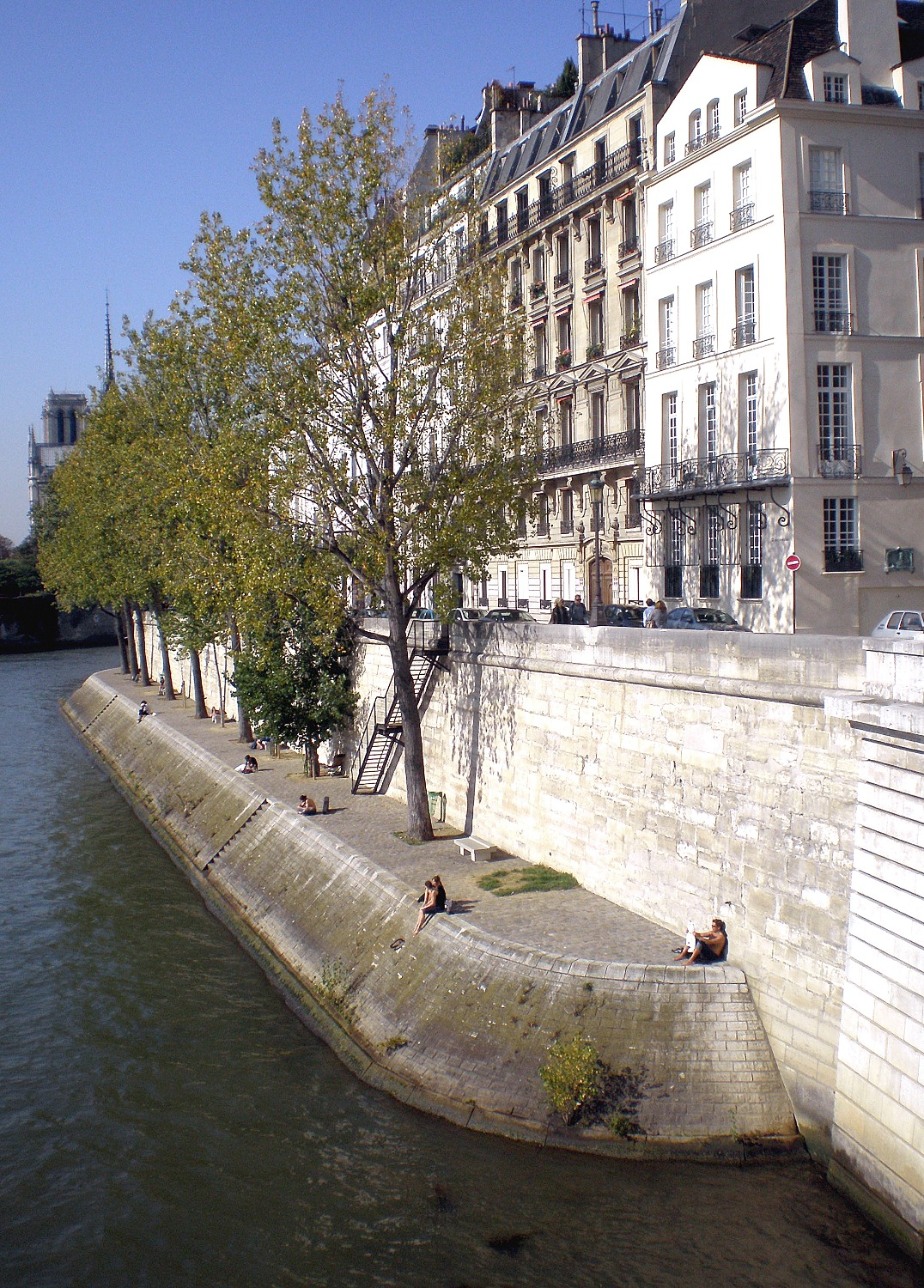
Le quai d'Orléans vu du pont de la Tournelle.
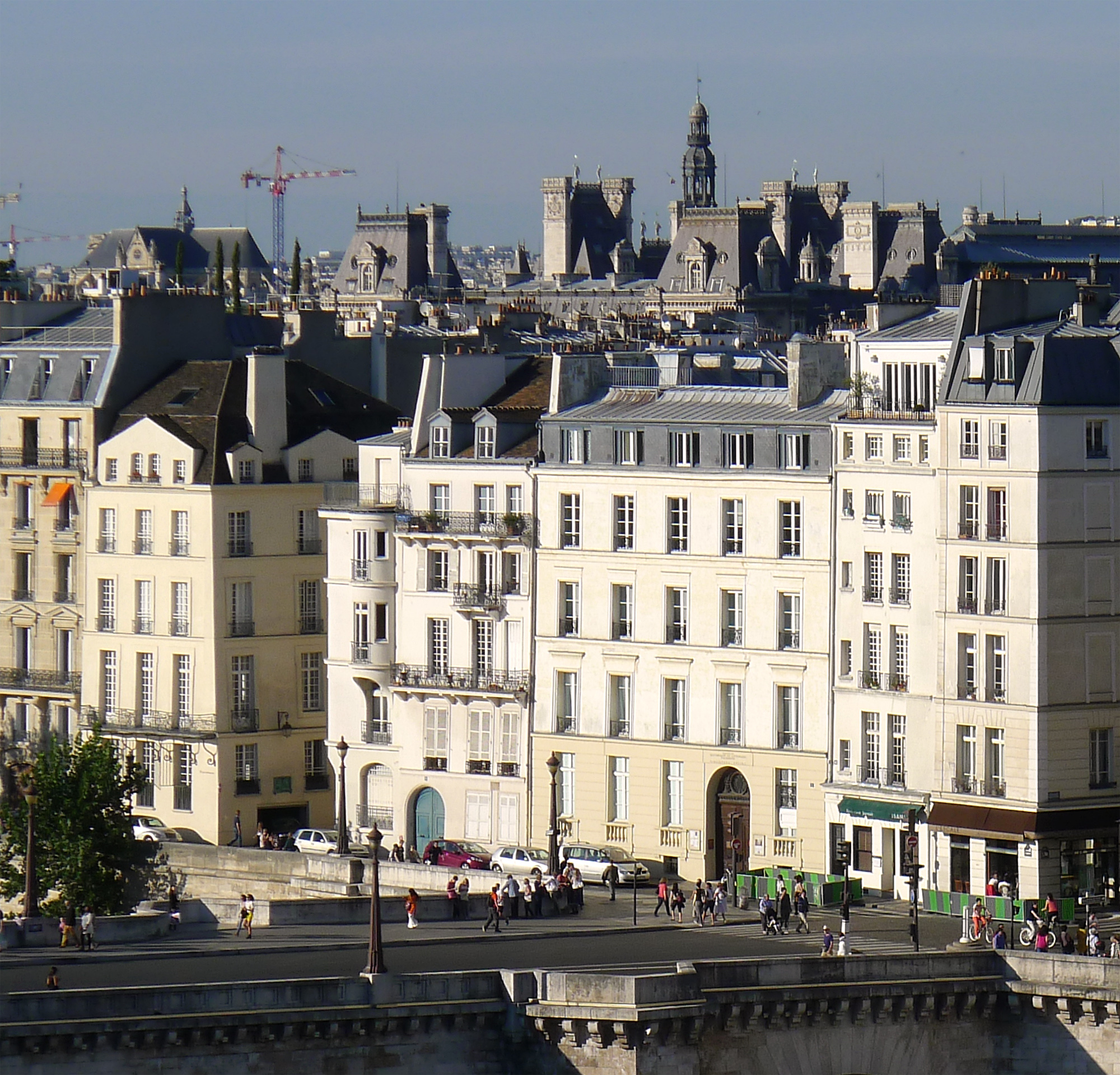
Le quai d'orléans vu depuis l'Institut du monde arabe ; en bas de l'image, le pont de la Tournelle.
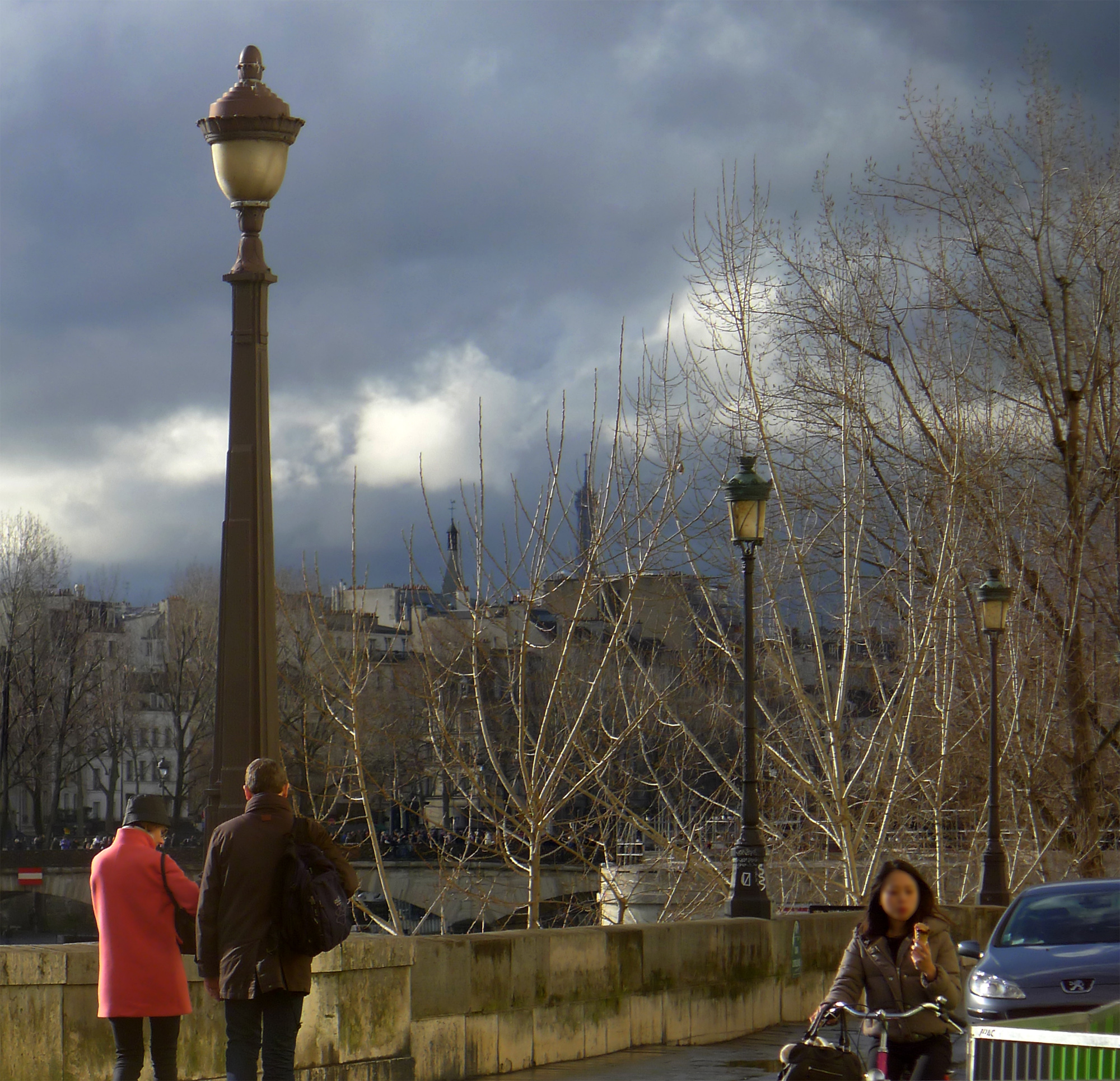
Le long du quai.

En contrebas des digues, un quai aménagé longe partiellement la Seine. Il est très fréquenté l'été et lors des journées ensoleillées.

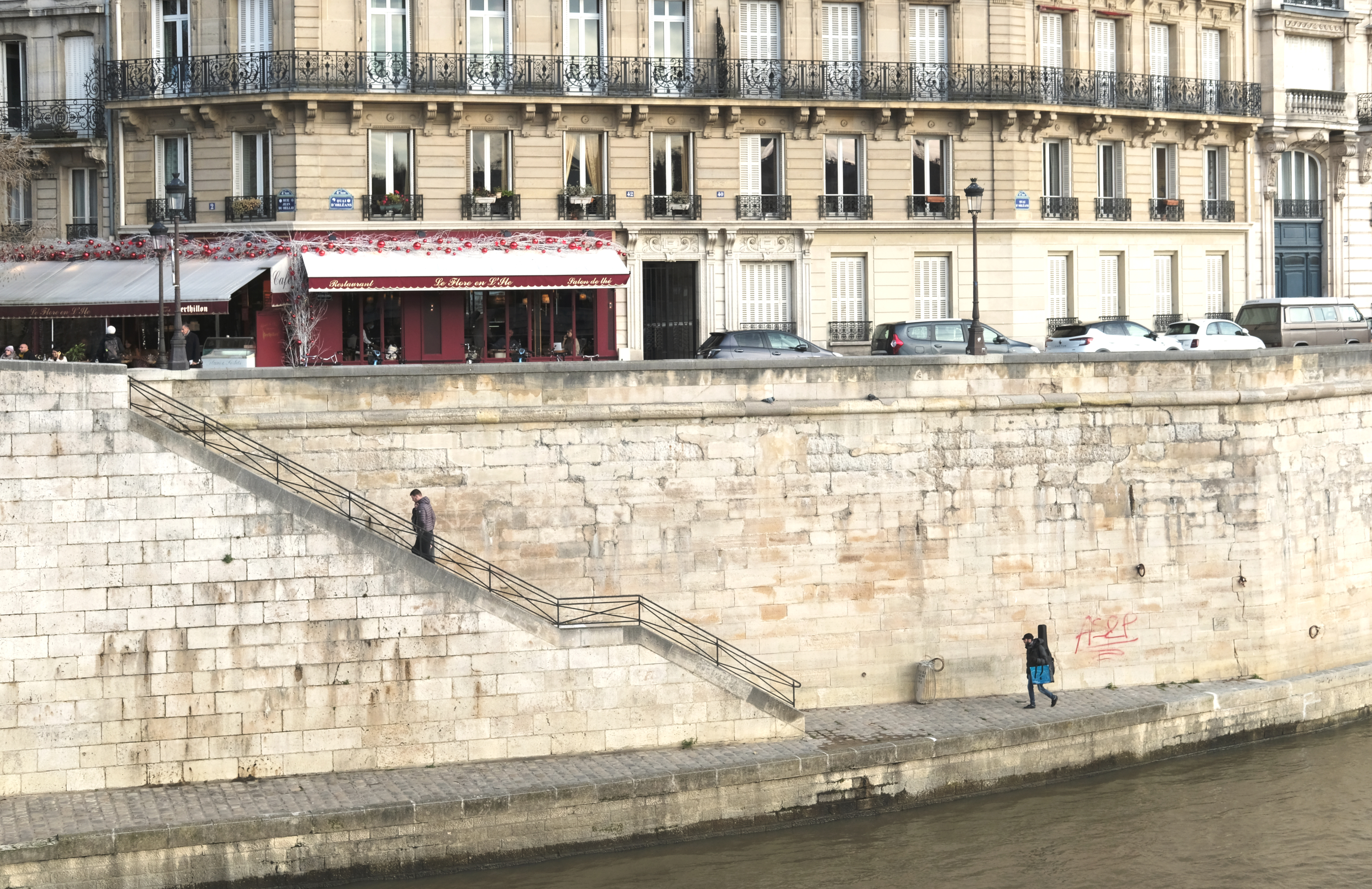
Le quai aménagé en contrebas de la digue.
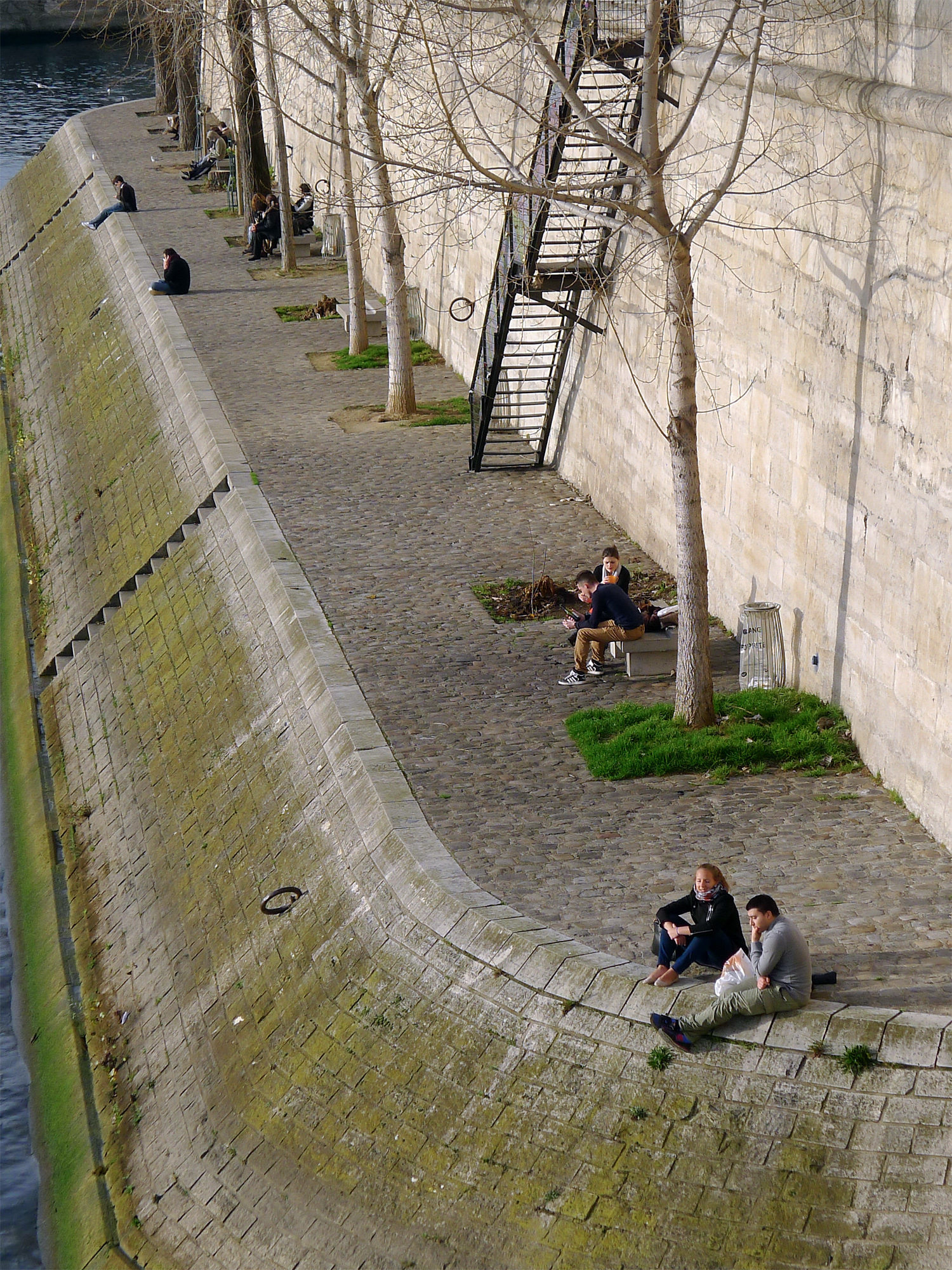
En contrebas du quai.
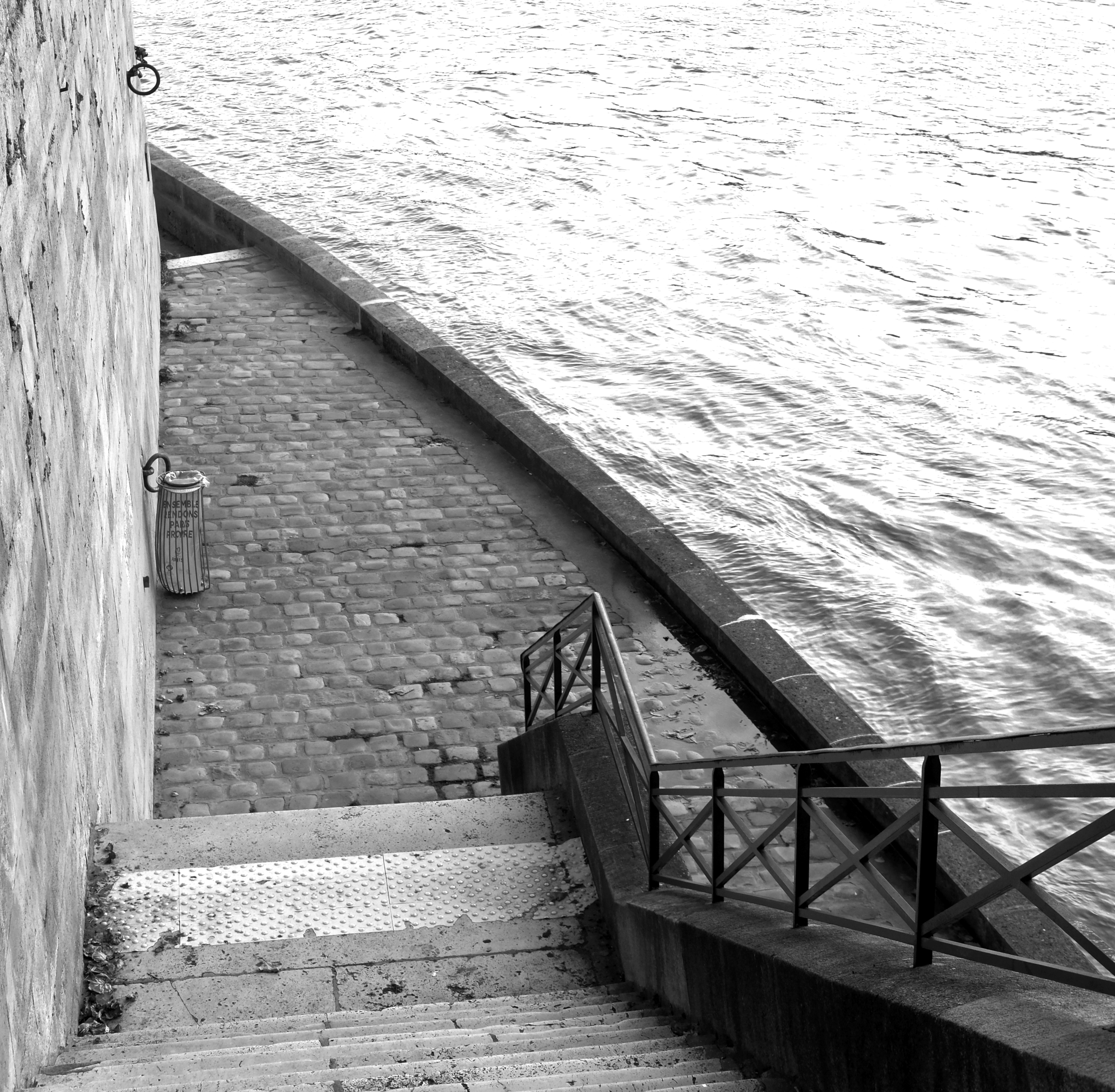
Un accès au bord de la Seine.

## Bâtiments remarquables et lieux de mémoire

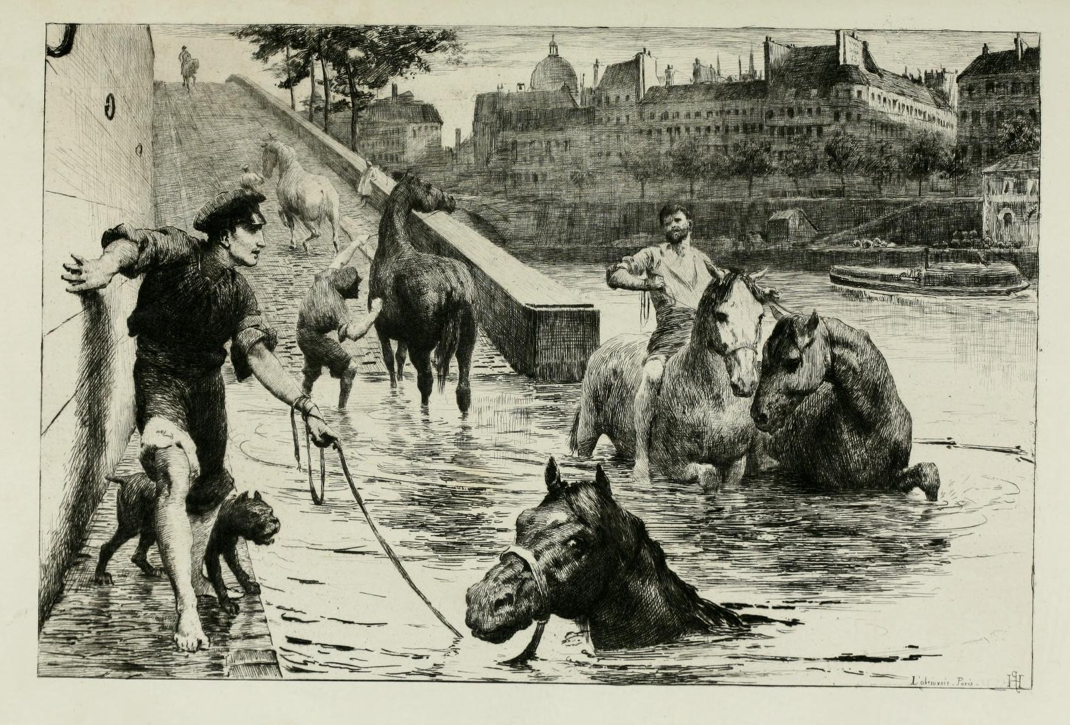
L'Abreuvoir aux chevaux, la Seine (1883), eau forte de George Percy Jacomb-Hood.

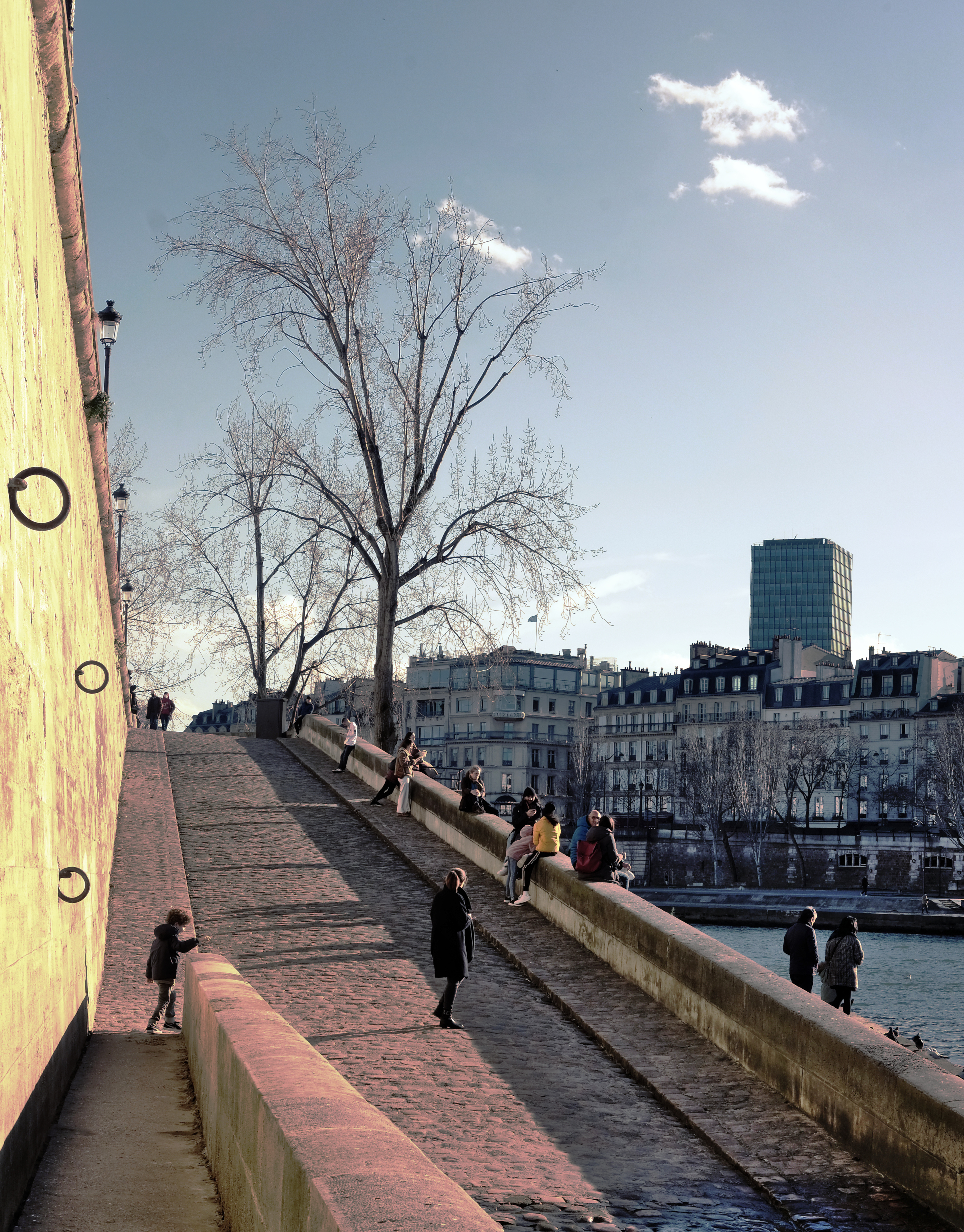
Rampe d'accès à la Seine de l'ex abreuvoir aux chevaux (2022).

- No 6 : la Bibliothèque polonaise de Paris, administrée par la Société historique et littéraire polonaise, y est installée depuis 1854. Elle abrite le musée Adam-Mickiewicz. L’écrivain et poète polonais Adam Mickiewicz (1798-1855) y fut en effet bibliothécaire[2].
- No 8 : comme le signale une plaque en façade, le poète Jean de La Ville de Mirmont (1886-1914) a vécu à cette adresse de 1911 à 1914.
- No 12 (et 1, rue Budé) : hôtel d'Arvers ; maison natale du poète et dramaturge Félix Arvers (1806-1850). Une plaque en bronze réalisée par le graveur Édouard Fraisse est apposée en sa mémoire au coin de la rue Budé le 23 juillet 1906, au centième anniversaire de sa naissance[3]. En 1930, le concierge de l’immeuble, alcoolique et violent, y est assassiné de deux coups de revolver par sa jeune femme[4].
- No 16 : en 1949, Roger Vadim et Brigitte Bardot y vécurent[5].
- Nos 18-20 : à l’emplacement du no 18 sont édifiées au milieu du XVIIe siècle deux maisons identiques, qui sont par la suite réunies en une seule par Étienne-François Turgot[6], marquis de Soumont, gouverneur de Cayenne et de la Guyanne. En 1791, cette maison est estimée 72 750 francs. À l’emplacement du no 20 se trouve au XVIIe siècle une maison « d’un rez-de-chaussée et trois étages, à deux fenêtres par étage ». Ses propriétaires successifs sont : Pierre Cordier (qui la fait bâtir), Jacques Rohault (1662), François de Bourlon, écuyer du roi, seigneur de Choisy et de Croix-Fontaine (1670), Jean-Louis de Massuau, marquis d’Arcelot (1686), Louis-Alphonse de Massuau (vers 1720), Charles de Tournay d’Assigny, comte d’Oisy (1756) et la comtesse de Rosières (1781). L’ensemble, qu’on désigne parfois sous le nom d’hôtel de Rolland, est reconstruit, ou restructuré, à la fin du XVIIIe siècle[7]. Dans les années 1920, l’immeuble est acheté par Tudor Wilkinson, un riche collectionneur d’art américain, qui entreprend de lui ajouter trois étages[8]. Malgré un « signalement » à la Commission du Vieux Paris le 28 novembre 1925 et un refus de construire de l’Administration[9], les travaux sont réalisés[10], « défigurant » ainsi, selon l’historien Jacques Hillairet, la construction originelle. C’est la raison pour laquelle on peut encore observer aujourd’hui, au niveau du 6e étage, deux gargouilles et une fenêtre trilobée « gothique » insérée dans la maçonnerie, sans le moindre rapport avec l’architecture d’un bâtiment daté du XVIIe siècle ou du XVIIIe siècle.
- No 22 (et 2, rue Le Regrattier) : en 1639, l’entrepreneur Le Regrattier, ayant donné son nom à la rue voisine, vend un terrain situé à cet emplacement à Jean de la Fond, maître d’hôtel du roi, qui y fait construire « une maison à deux étages, surmontés d’un comble mansardé, avec quatre fenêtres par étage »[7], dont l'entrée se situe au no 2 de la rue Le Regrattier ; à hauteur de l'immeuble se trouve, face à la rue Le Regrattier, une rampe pavée qui descend vers le fleuve donnant accès à l'ancien abreuvoir commun. La surveillance et l'entretien des abreuvoirs de Paris — indispensables pour abreuver les animaux et notamment les chevaux de cavalerie — étaient autrefois strictement réglementés[11].
- Nos 28, 30 et 32 : maisons Arnaud. En 1663, Marcelin Arnaud, trésorier de l’extraordinaire des guerres en Artois, Picardie et Flandres, fait édifier à cet emplacement trois maisons par l’architecte Libéral Bruand ; deux de ces maisons sont en bordure du quai et la troisième, l’hôtel Arnaud, se situe en retrait[12]. L’ensemble comprend donc à l’origine trois entrées donnant accès à trois bâtiments distincts. Ces bâtiments ayant été réunis, il ne reste aujourd’hui qu’un portail ; les deux autres entrées ont été transformées en appartements mais leur emplacement est aisément reconnaissable en façade. L’entrée du milieu menait à l’hôtel Arnaud. La façade de l'immeuble sis à ces numéros est inscrite aux monuments historiques[13].

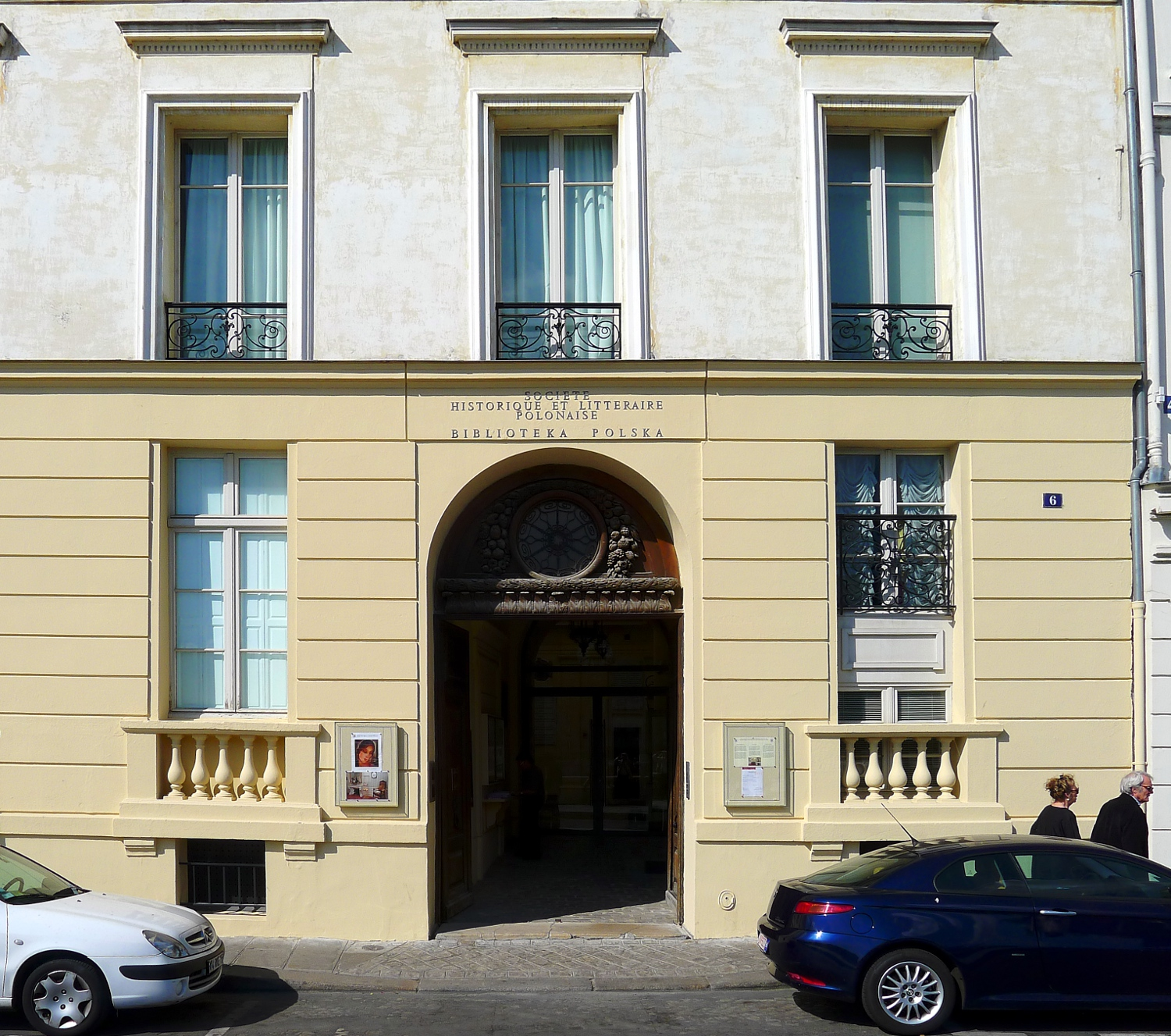
No 6 : bibliothèque polonaise de Paris.
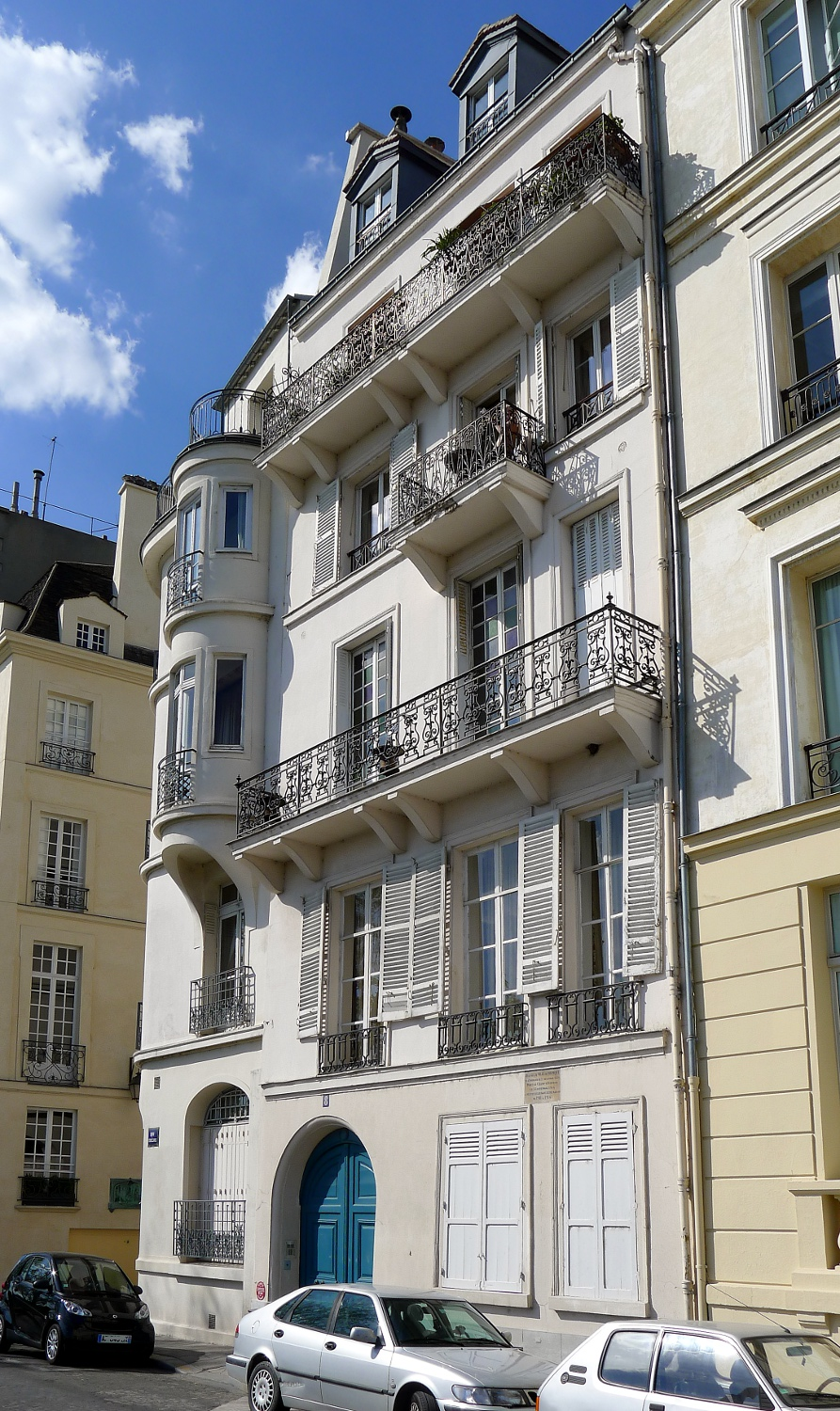
No 8.
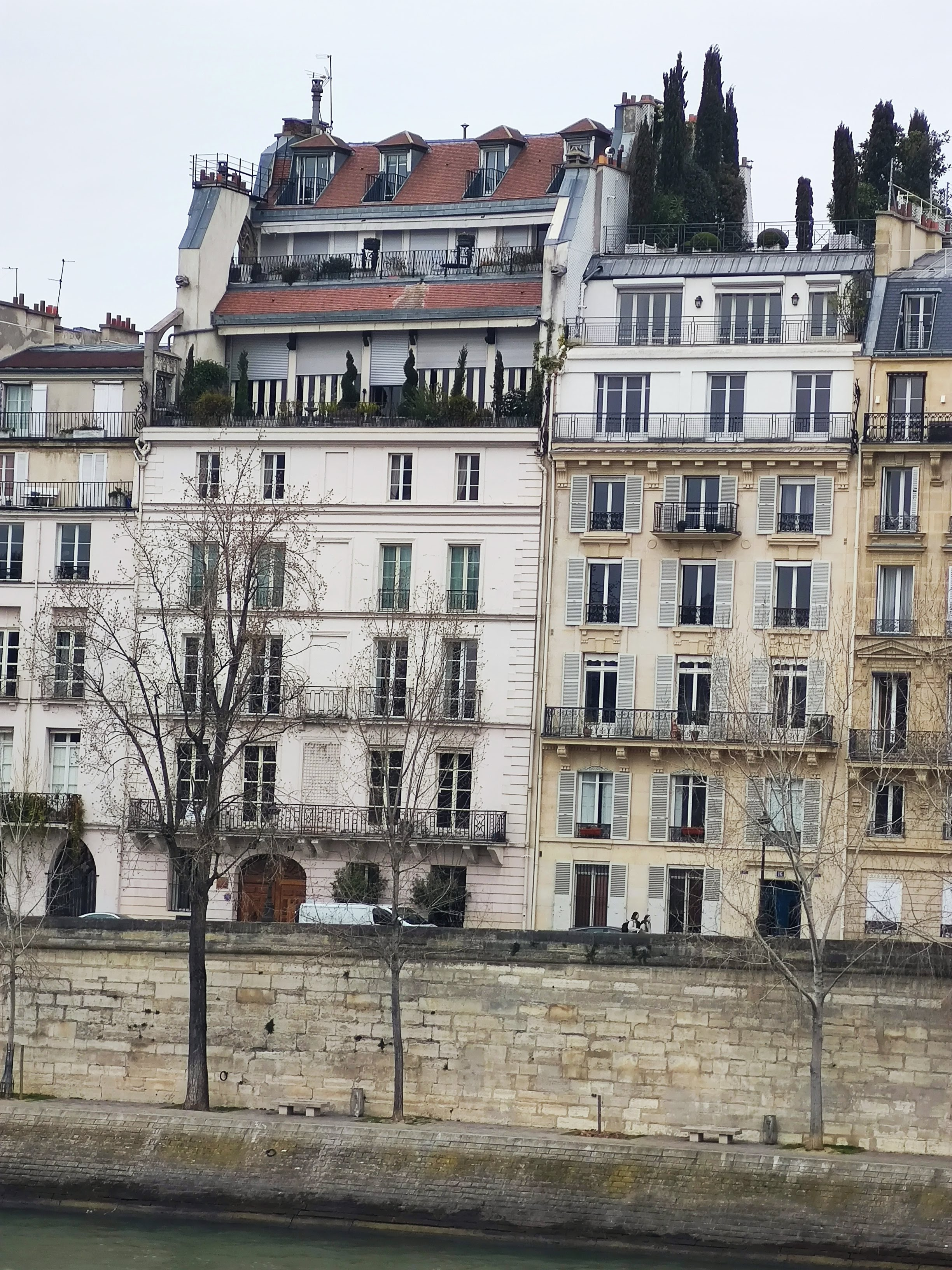
De droite à gauche, nos 16 et 18-20.
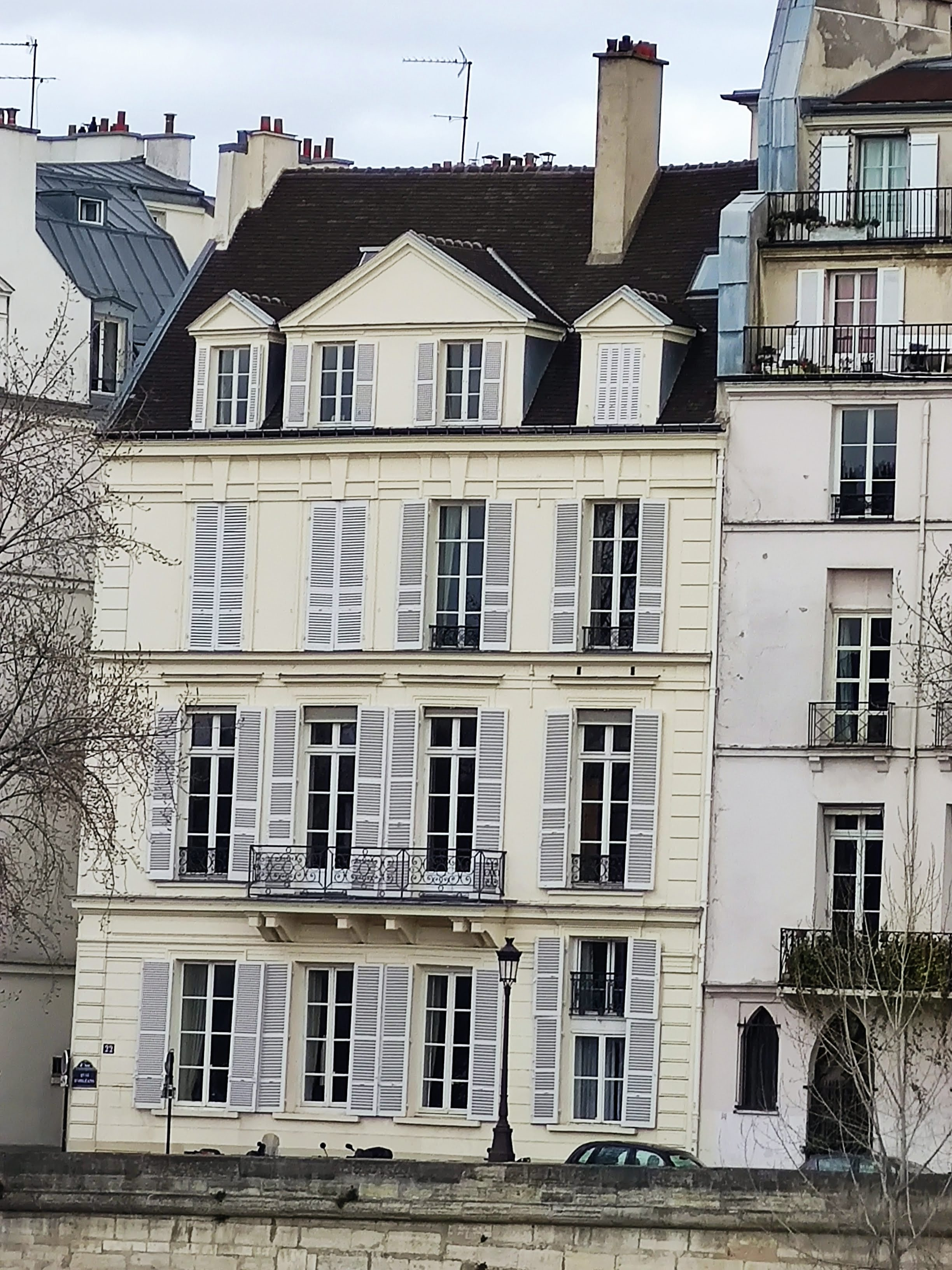
Le no 22 vu du quai de la Tournelle.
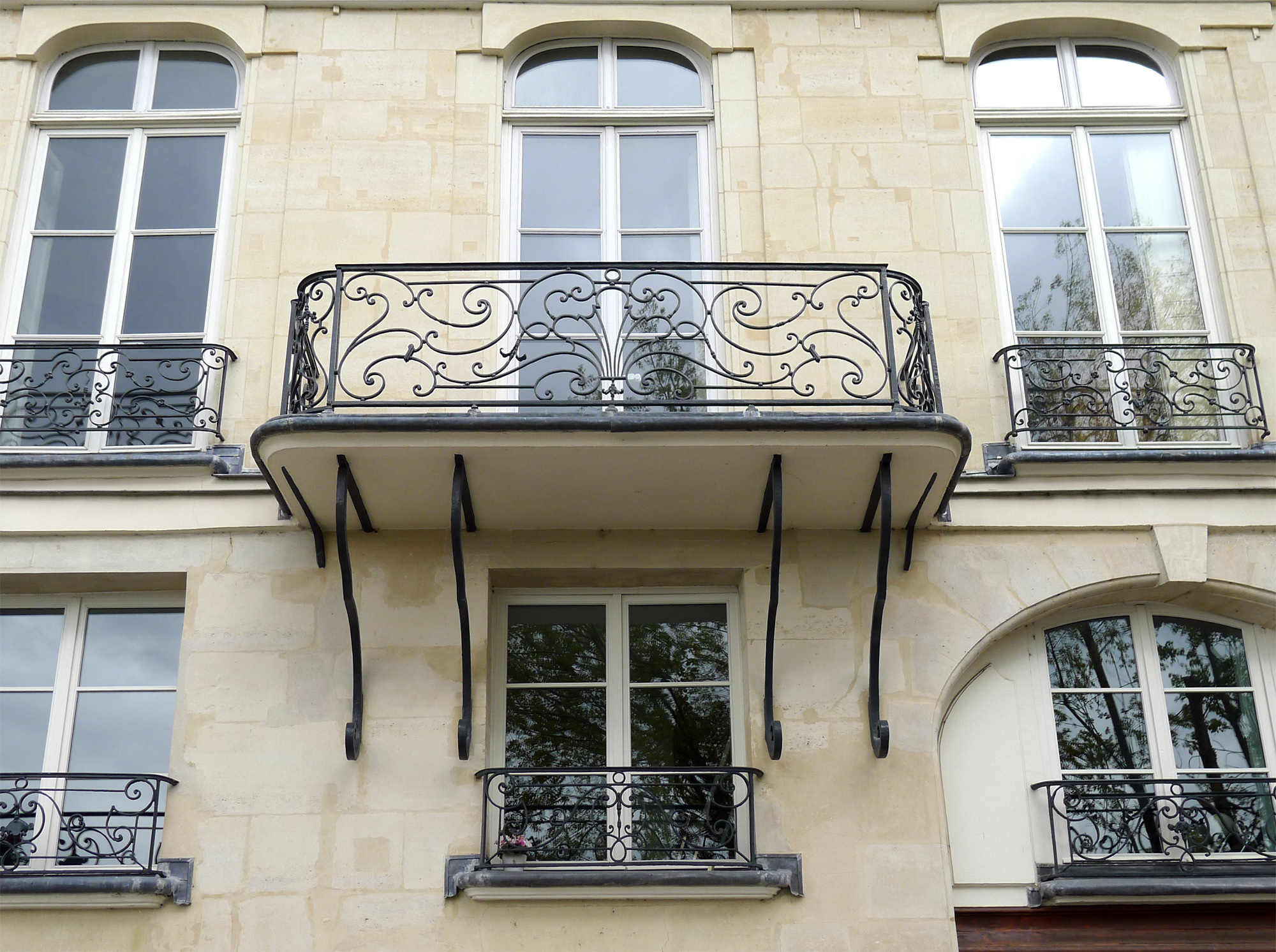
Nos 28, 30 et 32 : détail de la façade.

## Dans la culture
- Dans le roman Un amour de Swann de Marcel Proust, le personnage principal Charles Swann habite le quai d'Orléans, qu'il quittera pour la rue des Acacias une fois marié avec Odette[14].
- Dans le film L'Air de Paris (Marcel Carné, 1954), le no 17 est censé abriter l'amante du jeune boxeur entraîné par le personnage joué par Jean Gabin. Il revient dans plusieurs scènes du film, notamment la dernière. A noter qu'il s'agit d'un numéro fictif, le quai d'Orléans n'ayant pas de numéros impairs.